# Kitty Bugge
Kitty Bugge, född 1878, död 1938, var en norsk feminist. Hon var ordförande för Norsk Kvinnesaksforening 1935–1936.